# Бецич, Владимир
Владимир Бецич (хорв. Vladimir Becić; род. 1 июня 1886 г. Славонски-Брод, Австро-Венгрия — ум. 24 мая 1954 г. Загреб) — хорватский художник и график.

## Жизнь и творчество
Владимир Бецич первоначально изучал право в Загребе, параллельно учился в частных художественных школах. В 1905 году он оставляет занятия юриспруденцией ради живописи и приезжает в Мюнхен, где поступает в местную Академию художеств. В Мюнхене В.Бекич, совместно с Мирославом Кралевичем, Йосипом Рачичем и Оскаром Германом, образует т. н. «Мюнхенский круг» — художественную группу, оказавшую огромное влияние на развитие модернизма в хорватском искусстве. Картины его мюнхенского периода отражают как реалистические черты, так и импрессионистские. В 1909 В.Бекич перебирается в Париж, учится здесь в академии Гранд-Шомьер и работает иллюстратором в газете «Le Rire». На парижское творчество художника существенное влияние оказали работы Э.Мане, выставку которого он посетил в 1907 году.
Возвратившись в Загреб в 1910 году, В.Бекич проводит свою первую персональную выставку. Позднее он живёт и работает в Осиеке, Белграде и Битоле. В годы первой мировой войны он — военный художник на Салоникском фронте, создаёт несколько серий рисунков о солдатской жизни и раненых. В 1919 году проходит вторая персональная выставка работ В.Бекича в Загребе. В 1919—1923 годах художник обосновывается в селе Блажуй близ Сараево. Здесь он создаёт как масляные полотна, так и акварели о жизни местных крестьян и пастухов, пишет пейзажи, натюрморты, изображения обнажённой натуры. Позднее возвращается в Загреб, и в 1924—1947 годах он являлся членом загребской Академии изящных искусств, а с 1934 года — югославской Академии наук и искусств. В 1930 году он, вместе с Любо Бабичем и Йеролимом Муше, образует «Группу Трёх».
Наиболее яркими работами художника были его произведения, созданные в 1910—1922 годах. В ранних работах его, мюнхенского и парижского периодов, чувствуется влияние таких мастеров, как Гойя, Веласкес и Э.Мане, позднее — Сезанна. Написал несколько автопортретов, изображающих художника в различных жизненных фазах, от юных лет и до старости.
В 2006 году хорватская почта выпустила серию почтовых марок, посвящённых хорватскому искусству. На одной из них можно увидеть пейзаж кисти В.Бекича 1909 года.

## Галерея
- Vladimir Becić, svjedok istine postojanja Автопортрет, избранные полотна и биография В.Бекича